# That's So Raven (Theme Song)
«That's So Raven (Theme Song)» es una canción de la actriz-cantante estadounidense Raven-Symoné, junto con los también actores y cantantes Anneliese van der Pol y Orlando Brown.

## Información
La canción fue grabada para la banda sonora That's So Raven, de la serie original de Disney Channel homónima. La canción fue el primer sencillo para promocionar dicha banda sonora y también es la canción principal de la serie.
La canción fue escrita por John Coda, y producida por Christopher B. Pearman (padre de Raven-Symoné) y Def Jef.
En el video musical oficial salen los 3 artistas bailando y cantando la canción en la calle y en los edificios de la serie.